# Erin Lucas
Erin Lucas, o Erin Williams, es una modelo y actriz estadounidense.  Fue miembro del elenco del reality show de la MTV, The City, un spinoff de The Hills, donde ella se reunía con su vieja amiga Whitney Port. Es hija del bajista de AC/DC, Cliff Williams.  Se graduó en la NYU en 2007.  Reside en Los Angeles, California y presenta Sex & Relationships en CurrentTV.

## Telerrealidad
Lucas apareció en la primera parte de The City.

## Filmografía
- The City Ella misma (13 episodios, 2008–2009)